# بي إم أي

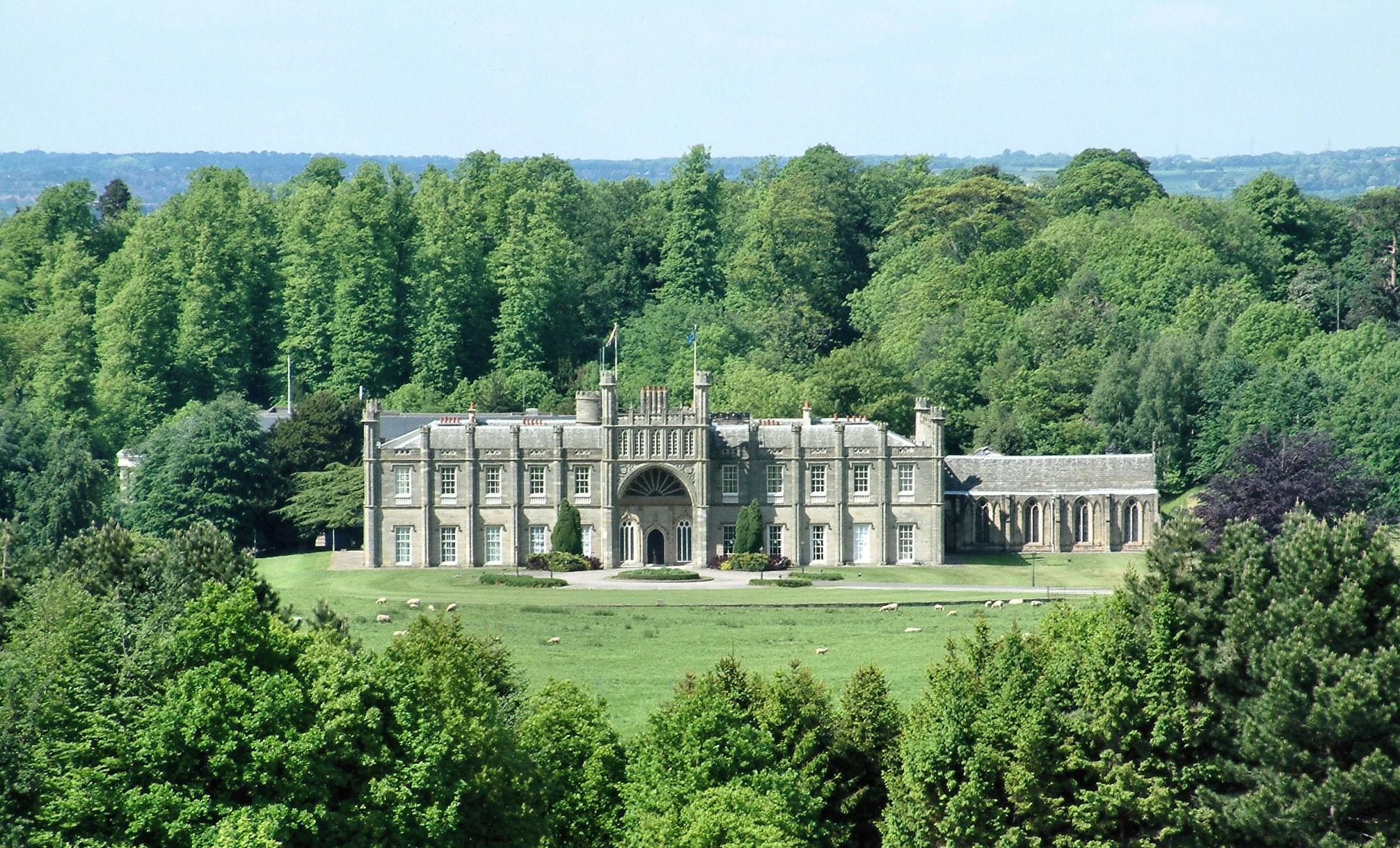
Donington Hall

خطوط ميدلاند البريطانية الدولية  (بالإنجليزية: British Midland International)‏ أو اختصاراً بي إم آي (BMI) هي شركة طيران بريطانية خاصة، تتخذ من مطار لندن هيثرو ومطار مانشستر الدولي مركزاً لعملياتها حيث تقلع طائرات الشركة في أكثر من 2000 رحلة جوية من المطارين، يرجع تاريخ إنشاء الشركة إلى 16 فبراير 1949 وكانت تسمى في ذلك الوقت شركة ديـربي المحدودة للطيران، وفي أكتوبر 1964 غيرت الشركة اسمها إلى شركة الخطوط الجوية البريطانية ميدلاند (وهو الاسم الحالي للشركة) وذلك بعد شرائها لمطار مانشستر، تقدم بي إم أي خدماتها إلى أكثر من 50 وجهة في أوروبا، أمريكا الشمالية، أفريقيا، الشرق الأوسط ودول البحر الكاريبي، من المتوقع أن تتمّلك شركة لوفتهانزا أكثر من 80% من رأس مال الشركة، حيث كان من المفترض التوقيع على صفقة الشراء في يناير 2009 وبلغت قيمتها ما يقارب 318 مليون يورو إلا أن توقيع الصفقة قد تأخر ومن المتوقع عقد الصفقة في مارس 2009. تمتلك شركة بي إم أي وتشغل شركة أخرى تابعة لها تسمى بي إم أي الإقليمية تتخذ من مدينة أبردين في اسكتلندا مقراً لها، وتشغل رحلات جوية داخل نطاق المملكة المتحدة.

## الوجهات
تبلغ عدد وجهات الشركة أكثر من 50 وجهة في أوروبا، أمريكا الشمالية، أفريقيا، الشرق الأوسط ودول البحر الكاريبي.

## أحداث وحوادث
- في 4 يونيو 1967 تحطمت طائرة شركة الخطوط الجوية البريطانية ميدلاند من نوع "Canadair" بالقرب من مانشستر بالمملكة المتحدة، قتل في هذا الحادث 72 شخصاً وأصيب 12 آخرون.
- في 8 يناير 1989 تحطمت طائرة الشركة من طراز بوينغ 737-400 على طريق سريع أثناء هبوطها في مطار شرق مدلند، ونتج عن الحادث مقتل 47 من أصل 188 شخصاً.

## وصلات خارجية
- "BMI Saudi Arabia (بالعربية)
- الموقع الرسمي للشركة (بالإنجليزية)
- تفاصيل أسطول الشركة